# Mesa de la Cruz
Mesa de la Cruz är en ort i Mexiko.   Den ligger i kommunen Sain Alto och delstaten Zacatecas, i den centrala delen av landet, 600 km nordväst om huvudstaden Mexico City. Mesa de la Cruz ligger 1 932 meter över havet och antalet invånare är 112.
Terrängen runt Mesa de la Cruz är huvudsakligen lite kuperad. Mesa de la Cruz ligger nere i en dal som går i nord-sydlig riktning. Runt Mesa de la Cruz är det ganska glesbefolkat, med 34 invånare per kvadratkilometer. Närmaste större samhälle är Río Grande, 19,6 km norr om Mesa de la Cruz. Omgivningarna runt Mesa de la Cruz är i huvudsak ett öppet busklandskap.